# Вооружённые силы в Калгари
Город Калгари (Альберта), начиная с основания Форт-Калгари (форта Северо-Западной конной полиции), всегда имел постоянное военное присутствие.

## Первая мировая война

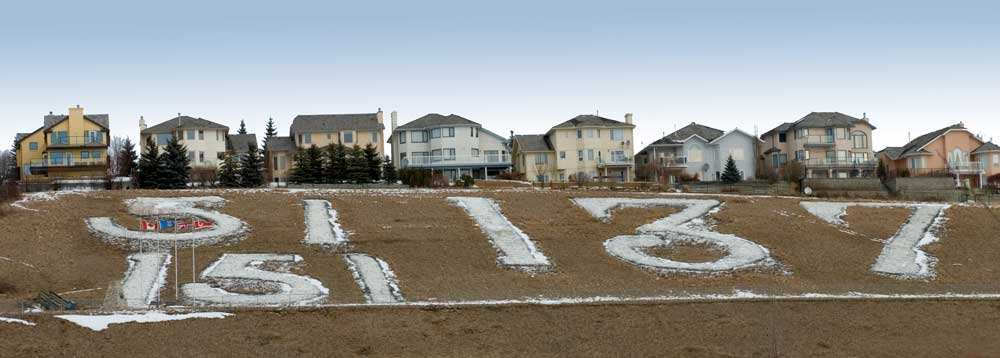
Батальоны КЭВ, тренировавшиеся около Сигнал-Хилл, оставили заметный след в Калгари в Баттэлион-Парке.

Действующий военный гарнизон находился в Калгари с самого начала XX века. Многие годы в городе квартировал один эскадрон Кавалерии Стратконы. После нескольких попыток подполковника Уильяма Ч. Д. Армстронга 1 апреля 1910 был, наконец, сформирован местный добровольческий 103-й полк (калгарийские стрелки). Подразделения артиллерии, инженерных войск и корпуса поддержки также иногда размещались в Калгари. В 1914 в Калгари было сформировано несколько батальонов Канадских экспедиционных войск, в частности, 10-й и 50-й. Тренировки проходили в близлежащем лагере Сарси, который чрезвычайно увеличился в течение Первой мировой войны. Позднее лагерь стал называться полигоном Сарси. Над ним возвышается соседний Баттэлион-Парк. В 1920—21 Канадские вооружённые силы были реорганизованы, и 103-й полк был разделён на два отдельных полка, которые к 1939 стали известны как Калгарийский шотландский полк и Калгарийский танковый полк. Другие части поддержки также остались в городе. В 1939 к ним относились 15-я альбертская лёгкая кавалерия, 19-я полевая бригада Королевской канадской артиллерии (включавшая в себя 23-ю гаубичную батарею, 91-ю и 95-ю батареи), 13-й полевой батальон Королевских канадских инженерных войск, войска связи округа № 13 и строительная группа № 9.

## Вторая мировая война
В 1939 многие сформированные в Калгари части вошли в состав Канадских вооружённых сил, ведущих боевые действия за границей. Калагрийский шотландский полк мобилизовался 1 сентября 1939, вошёл в состав 2-й Канадской пехотной дивизии и летом 1940 переместился в Шило (Манитоба) по пути за границу. Был сформирован 2-й батальон, где в течение всей войны служили вольнонаёмные добровольцы. Солдаты шотландского полка вернулись в Калгари 24 ноября 1945, где их тепло встретили вместе с 23-й противотанковой батареей (из 2-го противотанкового полка) и 91-й полевой батареей Королевской канадской артиллерии. Калгарийский полк (танковый) мобилизовался в 1941 и входил в 1-ю танковую бригаду Канадской армии (позднее 1-я Канадская танковая бригада), в составе которой участвовал в боях у Дьепа, а затем сражался на Сицилии (Италия) и в Северо-Западной Европе. В Калгари оставалась запасная часть и личный состав Корпуса подготовки канадских офицеров Университета Альберты.
К концу Второй мировой войны значительно увеличившиеся регулярные вооружённые силы были размещены в Калгари в большом военном гарнизоне, как и регулярные батальоны PPCLI и собственных королевских стрелков и кавалерия лорда Стратконы (королевские канадцы). В 1995 гарнизон регулярных вооружённых сил, включавший кавалерию, 1 PPCLI, 1 служебный батальон, 1 взвод военной полиции, штаб Западного округа сухопутных войск и 1-ю Канадскую бригадную группу, полностью переместился в Эдмонтон, оставив в Калгари лишь основной персонал личного состава для управления местными частями добровольцев.
Постоянные военные объекты появились в 1917, когда был построен арсенал Мьюата, в котором тогда размещались подразделения запаса и эскадрон регулярной кавалерии. Казармы Карри в ходе Второй мировой войны стали крупной тренировочной базой, поэтому в городе и пригородах появилось много объектов Проекта Содружества по развитию тренировок авиации, в том числе современный Южноальбертский технологический институт. Казармы Карри и соседние казармы Харви после войны были превращены в базу Канадских вооружённых сил Калгари (БКВС Калгари). Второй склад оружия был построен в промышленной зоне на северо-востоке Калгари в 1980-е. После того как истёк срок аренды, казармы Харви (и прилегающий полигон Сарси) были возвращены Тсуу-Тъина-Нейшн, и БКВС Калгари была закрыта. Остался лишь штаб запасной бригады и небольшая часть поддержки.
Несмотря на закрытие БКВС Калгари (состоявшей из казарм Карри и казарм Харви), в городе по-прежнему имеется значительное военное присутствие частей ВМФ и армии, в том числе:
- Резервная часть ВМФ ККЕВ Текумсе и оркестр ККЕВ Текумсе в здании ККЕВ Текумсе по адресу 1820 24th Street SW.

Резервные части армии с местами их тренировок:
- Штаб 41 Канадской бригадной группы (бывшая БКВС Калгари)
- Собственный королевский калгарийский полк (ККТК) (арсенал Мьюата)
- Полковой оркестр Собственного королевского калгарийского полка (ККТК) (Военные музеи)
- 41 сапёрный полк (Северо-восточный склад оружия)
- 746 (Калгарийский) эскадрон связи (здание ККЕВ Текумсе)
- Калгарийский шотландский полк (арсенал Мьюата)
- Военный оркестр Калгарийского шотландского полка (арсенал Мьюата)
- 14 (Калгарийский) служебный батальон (Северо-восточный склад оружия)
- Калгарийское отделение 15 (Эдмонтонского) медицинского отряда (Группа медико-санитарного обслуживания Канадских вооружённых сил) (Северо-восточный склад оружия)
- Калгарийское отделение тренировки добровольцев (арсенал Мьюата)

Кроме того, на различных объектах тренируется несколько эскадронов Королевских канадских кадетов ВМФ, кадетов Военно-морской лиги, Королевских канадских армейских кадетов и Королевских канадских кадетов ВВС.

## Выдающиеся калгарийцы в вооружённых силах
- Иэн Базальгет — награждён крестом Виктории в 1944 посмертно за боевые действия в качестве командира бомбардировщика Королевских канадских ВВС.
- Роберт Хамптон Грей (Королевский канадский добровольческий резерв ВМФ на ККЕВ Текумсе) — единственный служащий Канадского военно-морского флота и последний канадец, награждённый крестом Виктории.
- Джон Джордж Паттисон — награждён крестом Виктории за боевые действия, проведённые в составе 50-го батальона Канадских экспедиционных войск на гребне Вими в 1917.
- Р. Б. Беннетт — премьер-министр Канады, долгое время являвшийся почётным полковником Калгарийского шотландского полка.
- Дуглас Харкнесс — командир противотанковой батареи Королевской канадской артиллерии во время Второй мировой войны, позднее министр национальной обороны.
- Марк Теннант — начав службу в 1939 в звании рядового, в ходе Второй мировой войны дослужился до звания майора в Калгарийском шотландском полку, позднее неоднократно становился олдерменом города Калгари.